# خالاتالا
خالاتالا (به لاتین: Xalatala ، آواری: Халатала) یک منطقه مسکونی در جمهوری آذربایجان است که در شهرستان بالاکن واقع شده است. خالاتالا ۲۷۳۱ نفر جمعیت دارد.